# Lepisorus obscurevenulosus
Lepisorus obscurevenulosus là một loài thực vật có mạch trong họ Polypodiaceae. Loài này được (Hayata) Ching miêu tả khoa học đầu tiên năm 1933.